# Saint-Amans-du-Pech
Saint-Amans-du-Pech é uma comuna francesa na região administrativa de Occitânia, no departamento de Tarn-et-Garonne. Estende-se por uma área de 6,76 km². Em 2010 a comuna tinha 223 habitantes (densidade: 33 hab./km²).